# Liste de sanctuaires shinto japonais
Cette liste présente un certain nombre de sanctuaires shinto au Japon. Les sanctuaires qui possèdent des bâtiments désignés Trésor national sont répertoriés dans la liste des Trésors nationaux du Japon (sanctuaires). 

## Hokkaidō et Tōhoku

### Hokkaidō
- Ebetsu-jinja
- Hokkaidō-jingū
- Ubagami Daijin-gū

### Aomori
- Iwakiyama-jinja
- Saruka-jinja

### Iwate
- Komagata-jinja
- Morioka Hachiman-gū

### Miyagi
- Ōsaki Hachiman-gū
- Kumano-jinja
- Sendai Tōshō-gū
- Shiogama-jinja

### Akita
- Sanko Kumano-jinja
  - Sankō-jinja
  - Kumano-jinja
- Tsuchizaki Shinmeisya

### Yamagata
- Chokaisan Omonoimi-jinja
- Dewa Sanzan (Trois monts Dewa)
  - Gassan-jinja
  - Yudonosan-jinja
  - Hagurosan-jinja
- Higashimachi Kodai-jinja
- Kumano-taisha
- Saikan
- Torigoe Hachiman-gū
- Tsukioka-jinja
- Uesugi-jinja

### Fukushima
- Ino Hachiman
- Isasumi-jinja

## Kantō

### Tochigi
- Futarasan-jinja
- Nikkō Tōshō-gū

### Ibaraki
- Ishioka Sosha-gū
- Kasama Inari-jinja
- Kashima-jingū
- Oarai Isosaki-jinja
- Sakatsurai Isosaki-jinja
- Tokiwa-jinja
- Tsukubasan-jinja

### Gunma
- Agatsuma-jinja
- Haruna-jinja
- Nakanotake-jinja
- Isemachi-jingū
- Nukisashi-jinja

### Saitama
- Chichibu-jinja
- Hikawa-jinja
- Washinomiya-jinja
- Koma-jinja

### Chiba
- Awa-jinja
- Funabashi-daijingū
- Shibayama-jinja
- Katori-jingū
- Tamasaki-jinja

### Tokyo
- Asakusa-jinja
- Atago-jinja
- Chinreisha
- Fushimi Sanpō Inari-jinja
- Hanazono-jinja
- Hie-jinja
- Hikawa-jinja
- Kanda-myōjin
- Kume no Heinai-dō
- Maruyama-jinja
- Meiji-jingū
- Mita Hachiman-jinja
- Namiyoke Inari-jinja
- Nezu-jinja
- Nogi-jinja
- Ōkunitama-jinja
- Suiten-gū
- Takanawa-jinja
- Tokyo-jissha
- Tōgō-jinja
- Tomioka Hachiman-gū
- Ueno Tōshō-gū
- Yaho Tenman-gū
- Yasukuni-jinja
- Yushima Tenman-gū

### Kanagawa
- Amanawa Shinmei-jinja
- Egara Tenjin-sha
- Enoshima-jinja
- Kamakura-gū
- Moto Hachiman
- Hakone-jinja
- Samukawa-jinja
- Sasuke Inari-jinja
- Tsurugaoka Hachiman-gū
- Zeniarai Benzaiten Ugafuku-jinja

## Shin'etsu et Hokuriku

### Niigata
- Amatsu-jinja
- Kota-jinja
- Sasamuta-jinja
- Watatsu-jinja
- Yahiko-jinja
- Yusuhara Hachiman-gū

### Toyama
- Imizu-jinja
- Oyama-jinja
- Takase-jinja
- Toyama Gokoku-jinja

### Ishikawa
- Keta-taisha
- Onominato-jinja
- Oyama-jinja
- Shirayama Hime-jinja

### Fukui
- Kanasaki-gū
- Kehi-jingū

## Tōkai

### Yamanashi
- Asama-jinja
- Takeda-jinja

### Nagano
- Suwa-taisha
- Togakushi-jinja

### Gifu
- Gifu Gokoku-jinja
- Honjō-jinja
- Inaba-jinja
- Kanō Tenman-gū
- Kashimori-jinja
- Keta Wakamiya-jinja
- Kogane-jinja
- Minashi-jinja
- Miwa-jinja
- Nagara Tenjin-jinja
- Nangū-taisha
- Tejikarao-jinja
- Yōrō-jinja

### Shizuoka
- Akihasan Hongū Akiha-jinja
- Fujisan Hongū Sengen-taisha
- Izusan-jinja
- Kunōzan Tōshō-gū
- Mishima-taisha
- Oguni-jinja
- Shizuoka Sengen-jinja
- Yaizu-jinja

### Aichi
- Atsuta-jingū
- Gokiso Hachiman-gū
- Kawahara-jinja
- Masumida-jinja
- Nagoya-jinja
- Nagoya Tōshō-gū
- Ōmiwa-jinja (Ichinomiya)
- Rokusho-jinja (Okazaki)
- Shiroyama Hachiman-gū
- Tsushima-jinja
- Toga-jinja
- Yamada Tenman-gū

## Kinki

### Mie
- Ise-jingū
- Tado-taisha
- Tsubaki Ōkami-yashiro

### Shiga
- Hiyoshi-taisha
- Shirahige-jinja
- Taga-taisha
- Takebe-taisha
- Tenson-jinja

### Kyoto
- Fushimi Inari-taisha
- Heian-jingū
- Hirano-jinja
- Imamiya-jinja
- Iwashimizu Hachiman-gū
- Kamigamo-jinja
- Kamo-jinja
- Kenkun-jinja
- Kibune-jinja
- Kitano Tenman-gū
- Kono-jinja
- Kyōto Ryōzen Gokoku-jinja
- Matsunoo-taisha
- Nonomiya-jinja
- Ōharano-jinja
- Seimei-jinja
- Shimogamo-jinja
- Shiramine-jingū
- Tadasu no Mori
- Toyokuni-jinja
- Umenomiya-taisha
- Yasaka-jinja
- Yoshida-jinja

### Osaka
- Hiraoka-jinja
- Hōkoku-jinja
- Ōtori-taisha
- Minase-jingū
- Mitami-jinja
- Ōsaka Tenman-gū
- Sankō-jinja
- Sumiyoshi-taisha
- Tamatsukuri Inari-jinja

### Hyōgō
- Hirota-jinja
- Ikuta-jinja
- Izushi-jinja
- Koshikiiwa-jinja
- Mefu-jinja
- Minatogawa-jinja
- Nagata-jinja
- Nishinomiya-jinja
- Sumiyoshi-jinja
- Ishi no Hōden

### Nara
- Kashihara-jingū
- Kasuga-taisha
- Isonokami-jingū
- Mishima-jinja
- Ōmiwa-jinja
- Yoshino Mikumari-jinja
- Ikoma-jinja

### Wakayama
- Trois sanctuaires de Kumano
  - Kumano Hayatama-taisha
  - Kumano Hongū-taisha
  - Kumano Nachi-taisha
- Hiro Hachiman-jinja

## Chūgoku

### Tottori
- Hakuto-jinja
- Kamochi-jinja
- Nawa-jinja
- Ōchidani-jinja
- Ōgamiyama-jinja
- Shitori-jinja
- Suwa-jinja
- Ube-jinja
- Wakasa-jinja

### Shimane
- Izumo-taisha
- Kamosu-jinja
- Miho-jinja
- Sada-jinja
- Yaegaki-jinja

### Okayama
- Kibitsu-jinja
- Kibitsuhiko-jinja

### Hiroshima
- Fukuyama Hachiman-gū
- Hiroshima Gokoku-jinja
- Itsukushima-jinja
- Sakakiyama-jinja

### Yamaguchi
- Akama-jingū
- Hikoshima Hachiman-gū
- Kameyama Hachiman-gū

## Shikoku

### Tokushima
- Ōasahiko-jinja

### Kagawa
- Kotohira-gū
- Kagawa Gokoku-jinja

### Ehime
- Isaniwa-jinja
- Ōyamazumi-jinja

### Kōchi
- Kochi Daijin-gū
- Shimosaki-jinja

## Kyūshū et Okinawa

### Fukuoka
- Dazaifu Tenman-gū
- Hakozaki-gū
- Kashii-gū
- Kōra-taisha
- Kurume Suiten-gū
- Kushida-jinja
- Mekari-jinja
- Miyajidake-jinja
- Mizuta Tenman-gū
- Munakata-taisha
  - Hetsu-gū
  - Nakatsu-gū
  - Okitsu-gū
- Sumiyoshi-jinja
- Tanabata-jinja
- Umi Hachiman-gū

### Saga
- Tōzan-jinja
- Yūtoku Inari-jinja

### Nagasaki
- Sannō-jinja
- Suwa-jinja

### Kumamoto
- Aoi Aso-jinja
- Aso-jinja
- Fujisaki Hachiman-gū
- Katō-jinja
- Kengun-jinja
- Kikuchi-jinja
- Hikino-jinja
- Yatsushiro-gū
- Yatsushiro-jinja

### Ōita
- Sasamuta-jinja
- Usa Hachiman-gū

### Miyazaki
- Amano-Iwato-jinja
- Aoshima-jinja
- Miyazaki-jingū
- Mikado-jinja
- Mukabaki-jinja
- Takachiho-jinja
- Tsuno-jinja
- Udo-jingū

### Kagoshima
- Hirakiki-jinja
- Kagoshima-jingū
- Terukuni-jinja
- Kirishima-jingū
- Minakata-jingū

### Okinawa
- Naminoue-gū

## Source de la traduction
- (en) Cet article est partiellement ou en totalité issu de l’article de Wikipédia en anglais intitulé « List of Shinto shrines in Japan » (voir la liste des auteurs).